# Piauhau à collier
Lipaugus streptophorus
Espèce
Statut de conservation UICN

 LC  : Préoccupation mineure
Le Piauhau à collier (Lipaugus streptophorus) est une espèce de passereaux de la famille des Phylloscopidae.
Cet oiseau vit à travers les tépuis orientaux,.